# Valentin Ghionea
Valentin Marian Ghionea (Craiova, 1984. április 29. –) román válogatott kézilabdázó.

## Pályafutása

### Klubcsapatban
Ghionea pályafutása elején hazájában, a Baia Mare és a Dinamo București csapataiban szerepelt. A 2006-2007-es szezonban a bukarestiek színeiben 241 góllal a bajnokság gólkirálya lett. 2007 és 2010 között a magyar Pick Szeged játékosa volt. A csongrádi együttessel 2008-ban Magyar Kupát nyert, valamint pályára léphetett a Bajnokok Ligájában is, ahol három szezon alatt 110 gólt szerzett. 2010 januárjában több edzést is mulasztott, végül fegyelmi okokra hivatkozva távozott a szegediektől. Ezt követően visszatért Romániába, ahol az UCM Reşiţa, a Universitatea Napoca és a HCM Constanţa játékosa volt.
2012-ben a lengyel Wisła Płock csapatához igazolt. 2020-tól játszik ismét hazájában, a román bajnok CS Dinamo București játékosa lett.

### A válogatottban
Ghionea 2002-ben mutatkozott be a román válogatottban. Részt vett a 2009-es világbajnokságon. 2012. január 15-én lépett utoljára pályára címeres mezben, 134 találkozón 681 alkalommal volt eredményes.

## Családja
Felesége, Renata Ghionea szintén válogatott kézilabdázó, 2015-ben született meg közös gyermekük, Natalia.

## Sikerei, díjai
- Román bajnokság:
  - Győztes: 2005, 2012, 2021
- Román Kupa:
  - Győztes: 2010, 2012
- Lengyel bajnokság:
  - Ezüstérmes: 2013, 2014, 2015, 2016
- Lengyel Kupa:
  - Döntős: 2014, 2015, 2016
- Magyar bajnokság:
  - Ezüstérmes: 2008, 2009, 2010
- Magyar Kupa:
  - Győztes: 2008
  - Döntős: 2009, 2010
- EHF-kupagyőztesek Európa-kupája:
  - Negyeddöntős: 2009, 2011
- EHF Challenge Cup:
  - Negyeddöntős: 2004, 2005

### Egyéni elismerései
- Az év román kézilabdázója: 2008, 2015
- A román bajnokság gólkirálya: 2005, 2007